# 國家人權博物館
國家人權博物館（簡稱人權館）為中華民國設立的國家級人權博物館，下轄白色恐怖景美紀念園區及白色恐怖綠島紀念園區兩座園區。2018年3月15日正式成立，業務包含臺灣威權統治時期前後的相關人權檔案、史料、文物之典藏、研究、展示及教育推廣等，推展當代人權理念、實踐推廣，並與國內外相關博物館交流合作。人權館自2019年9月同時成為國際人權博物館聯盟亞太分部，為此聯盟首個位於亞洲的分會。

## 歷史

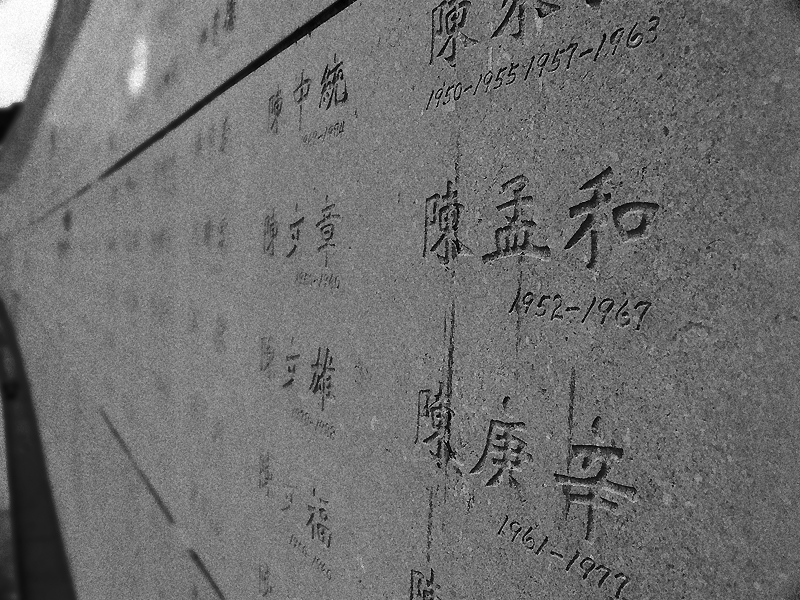
綠島人權紀念碑：一道長約十來公尺的石牆上，刻滿當年在白色恐怖下的犧牲者名單

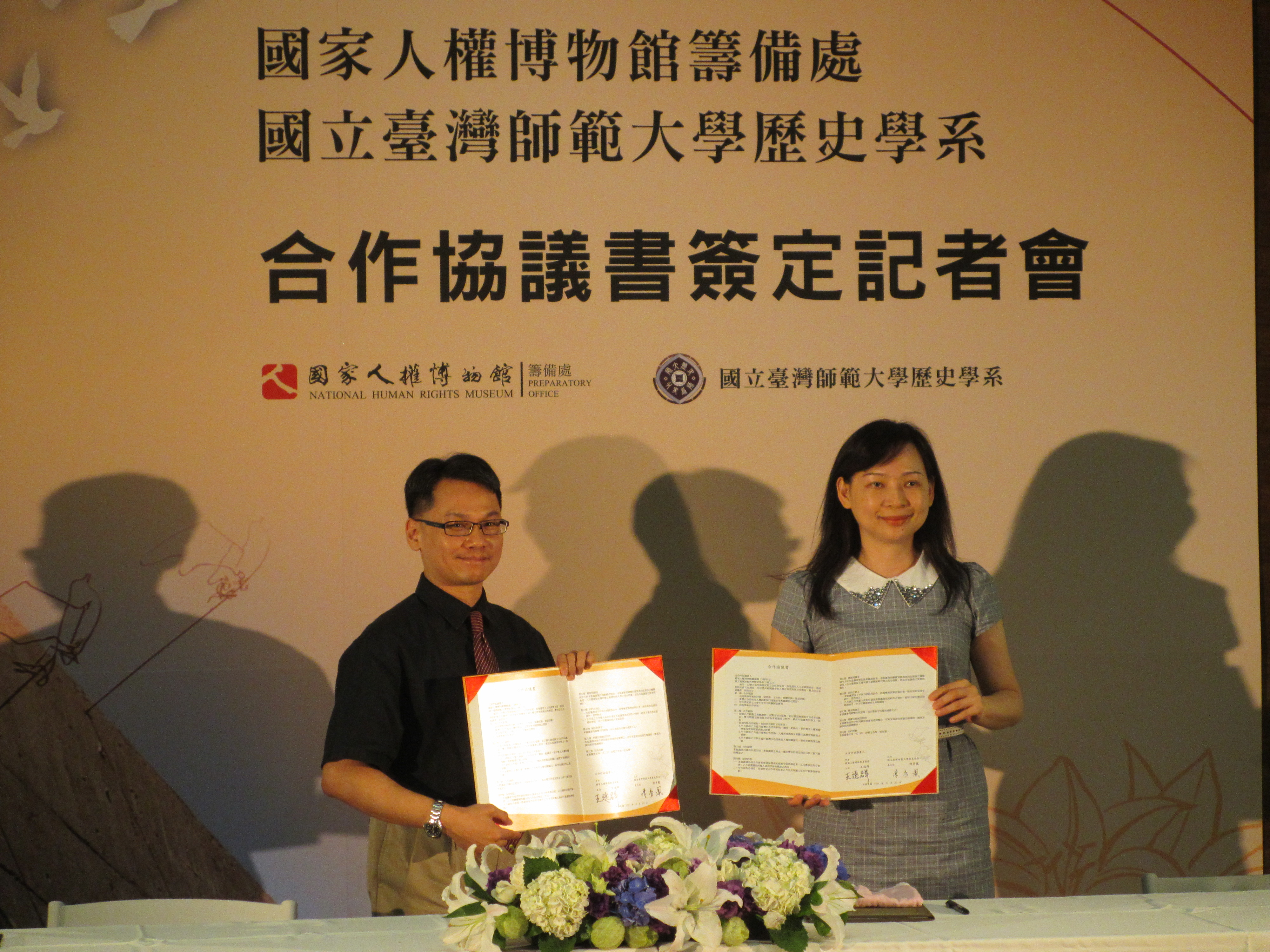
國家人權博物館籌備處與國立臺灣師範大學歷史學系簽定合作協議書

2000年11月，國防部綠島感訓監獄（綠洲山莊）由法務部移交交通部觀光局接辦；隔年2月，行政院核定綠洲山莊改名「綠島人權紀念園區」，範圍從綠洲山莊擴充至莊敬營區、國防部醫務所、行政院海岸巡防署岸巡及安檢兵力駐用廳舍、人權紀念碑、公館漁港及週邊海岸地區，納入整體規劃。
2002年5月19日，陳水扁政府於臺北市南海學園原國立中央圖書館館舍（臺北市中正區南海路43號）成立「國家人權紀念館籌備處」。2002年7月9日，中華民國總統府秘書長陳師孟「華總人一字第09110045670號令」，訂定發布《國家人權紀念館籌備處暫行組織規程》與《國家人權紀念館籌備處編制表》，施行日期定為2002年5月19日；但兩者並非基於法律授權所訂定之行政命令，而且效力溯及既往，故遭批評違反不溯及既往原則、侵奪行政院職權而違反權力分立；由於《國家人權紀念館組織法草案》未獲立法院三讀通過，立法院決議凍結相關預算約新臺幣一億五千萬元。總統府將國家人權紀念館籌備處的運作經費轉撥至總統府民國92年度預算作業科目之「一般行政」、「機要電訊」項目編列預算運作，隨即遭審計部檢討。同年10月，國立教育資料館搬離原國立中央圖書館館舍，移交國家人權紀念館籌備處。12月10日世界人權日，綠島人權紀念園區正式啟用。
2003年12月11日，立法院第5屆第4會期第14次會議決議不予備查，通知廢止《國家人權紀念館籌備處暫行組織規程》與《國家人權紀念館籌備處編制表》。隔年1月5日，行政院函送立法院的廢止決議給總統府。2月24日，總統府公告相關法源於2004年2月13日失效。2005年，原臺灣警備總司令部軍法處看守所定名為「動員戡亂時期軍法審判紀念園區」。
2006年1月1日，綠島人權紀念園區移交行政院文化建設委員會（今文化部）接管。10月，綠島人權紀念園區更名為「綠島文化園區」。8月，已無法源的國家人權紀念館籌備處不再編列預算運作、人員歸建總統府。2008年2月，動員戡亂時期軍法審判紀念園區更名為「臺灣人權景美園區」。
2009年，中華民國通過《公民與政治權利國際公約》與《經濟社會文化權利國際公約》之簽署。2月，臺灣人權景美園區更名為「景美文化園區」。6月，綠島文化園區更名為「綠島人權文化園區」，景美文化園區更名為「景美人權文化園區」。2010年7月22日，馬英九政府宣示將成立國家人權博物館。隔年10月19日，「國家人權博物館籌備處」成立，12月10日正式掛牌運作，為文建會所屬三級機構，下轄景美人權文化園區與綠島人權文化園區。

2014年6月23日，國家人權博物館籌備處與國立臺灣師範大學歷史學系簽定合作協議書。2016年12月10日，時任文化部部長鄭麗君表示行政院已於本年10月底核定國家人權博物館籌備處提出的中程計畫，為期四年推動成立國家人權博物館。
2017年3月1日，臺北二二八紀念館、二二八國家紀念館與國家人權博物館籌備處宣布簽定合作備忘錄，三館資源共享。鄭麗君期許國家人權博物館成立之後最重要的工作之一是結合當代推廣人權的組織與單位，處理威權統治時期的歷史真相，以及維護各地不義遺產、遺址，以達到轉型正義目標。11月28日，立法院三讀通過《國家人權博物館組織法》，規定國家人權博物館組織架構為2組、3中心：展示教育組、公共服務組、白色恐怖景美紀念園區管理中心、白色恐怖綠島紀念園區管理中心、典藏研究暨檔案中心。12月13日，總統令公布《國家人權博物館組織法》。隔年3月15日，國家人權博物館成立。5月18日，國家人權博物館揭牌。
2025年2月18日，位於景美紀念園區的國家人權博物館新建工程（修建歷史建築、增建展示典藏大樓）動工，預計2028年啟用。

## 歷任首長
國家人權紀念館籌備處主任
- 李永熾：2002年5月19日—？

國家人權博物館籌備處主任
| 任別 | 姓名   | 就任時間       | 卸任時間      |
| ---- | ------ | -------------- | ------------- |
| 代理 | 陳善報 | 2011年12月10日 | 2012年4月4日  |
| 代理 | 林永發 | 2012年4月5日   | 2012年4月15日 |
| 1    | 王逸群 | 2012年4月16日  | 2017年7月31日 |
| 2    | 陳俊宏 | 2017年8月1日   | 2018年3月15日 |

館長
| 任別 | 姓名   | 就任時間      | 卸任時間      |
| ---- | ------ | ------------- | ------------- |
| 1    | 陳俊宏 | 2018年3月15日 | 2021年7月31日 |
| 代理 | 張嬋娟 | 2021年8月1日  | 2022年7月6日  |
| 2    | 洪世芳 | 2022年7月7日  | 現在          |

## 組織架構

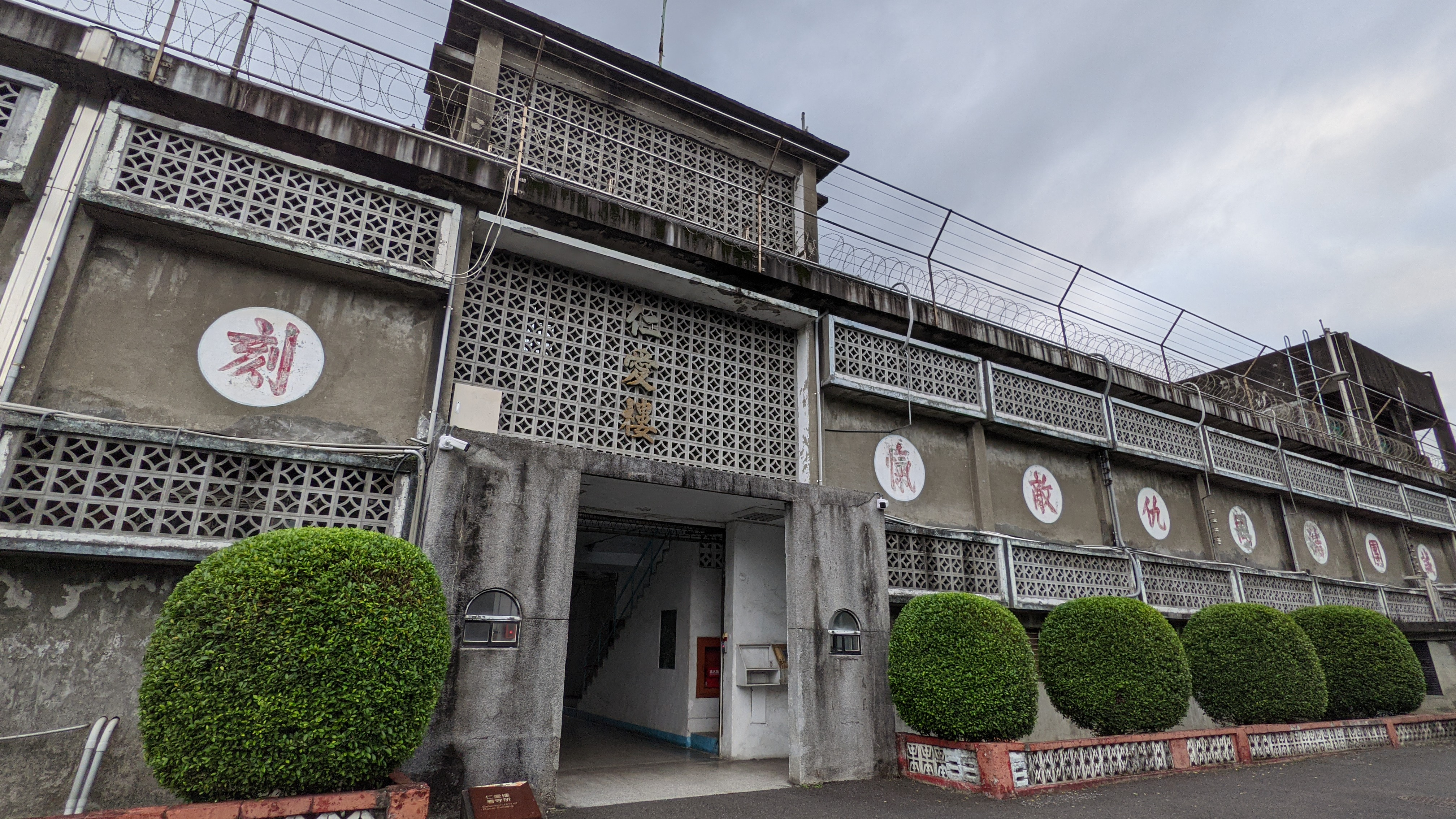
白色恐怖景美紀念園區

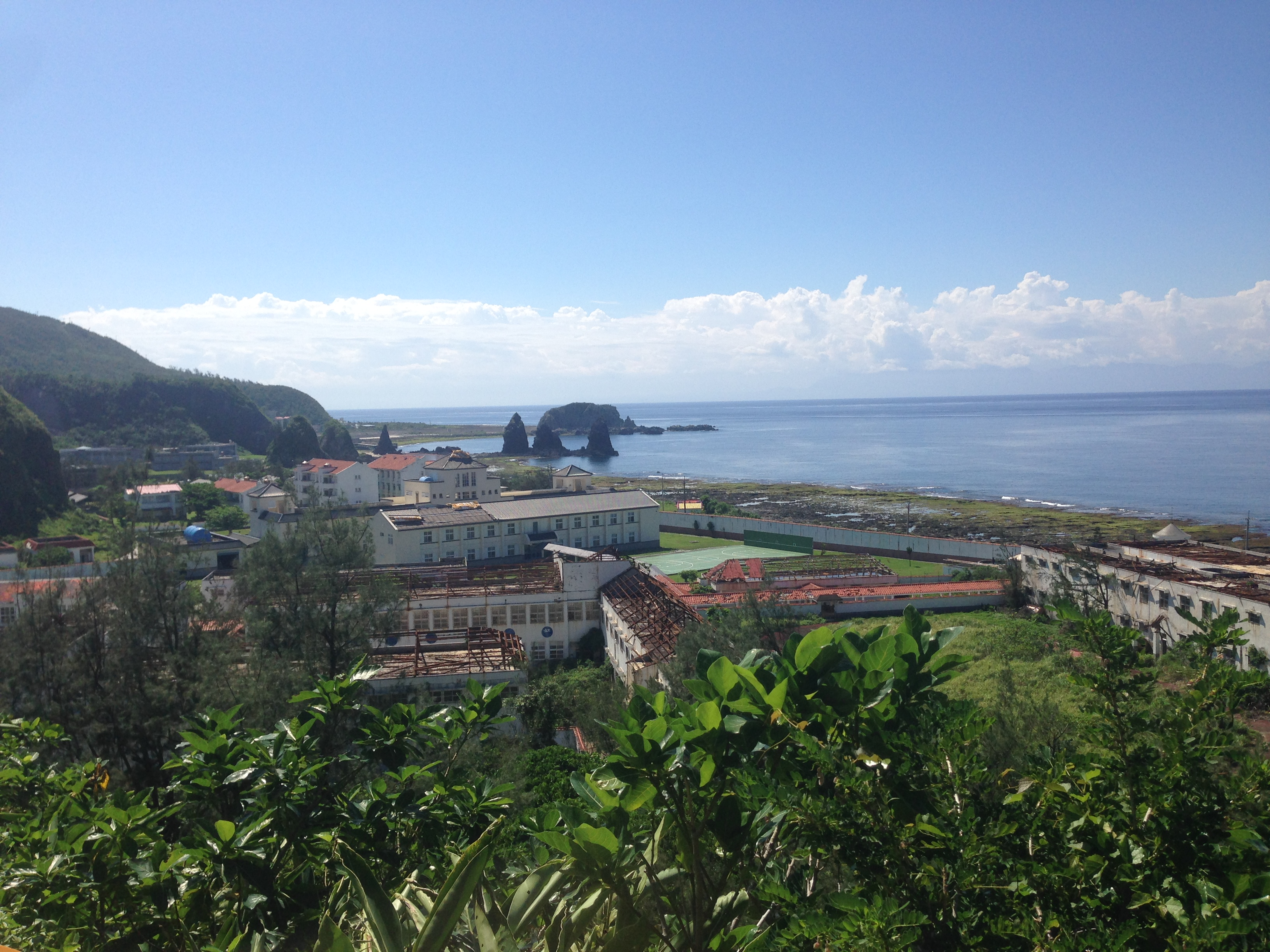
白色恐怖綠島紀念園區

本館
- 館長（1人）
  - 副館長（1人）

行政單位
- 綜合規劃組
- 展示教育組
- 典藏研究及檔案中心
- 白色恐怖綠島紀念園區管理中心
- 白色恐怖景美紀念園區管理中心
- 主計室
- 人事室

所屬園區
- 白色恐怖景美紀念園區
- 白色恐怖綠島紀念園區

## 外部連結
- （繁體中文）國家人權博物館（页面存档备份，存于）
- 國家人權博物館的Facebook專頁